# مجلس مدينة طوكيو الكبرى
مجلس مدينة طوكيو الكبرى Tokyo Metropolitan Assembly (東京都議会 Tōkyō-to gikai)  هو البرلمان الإقليمي لمدينة طوكيو الكبرى.
يتكون المجلس من 127 عضواً، يتم إنتخاب أعضائه كل أربع سنوات في 42 منطقة من خلال صوت واحد غير قابل للتحويل. يوجد 23 دائرة انتخابية تعادل أحياء طوكيو الخاصة، و18 دائرة أخرى تتكون من المدن والبلدات والقرى في الجزء الغربي من المحافظة، وتتكون دائرة واحدة من الجزر النائية ( جزر أوغاساوارا وإيزو).
يتولى المجلس التشريعي مسؤولية سن وتعديل القوانين المحلية، والموافقة على الميزانية (5.7 مليار ين في السنة المالية 2007) والتصويت على التعيينات الإدارية المهمة التي يقوم بها المحافظ بما في ذلك نواب المحافظ.
بسبب الطبيعة الخاصة لمدينة طوكيو الكبرى مقارنة بالمحافظات الأخرى، يتمتع مجلس مدينة طوكيو الكبرى بصلاحيات خاصة تقع عادةً ضمن مسؤوليات البرلمانات البلدية. ويهدف هذا إلى ضمان إدارة حضرية فعالة وموحدة للـ 23 منطقة خاصة التي تغطي مدينة طوكيو وتشكل النواة الحضرية لمنطقة طوكيو الكبرى.

## التكوين الحالي

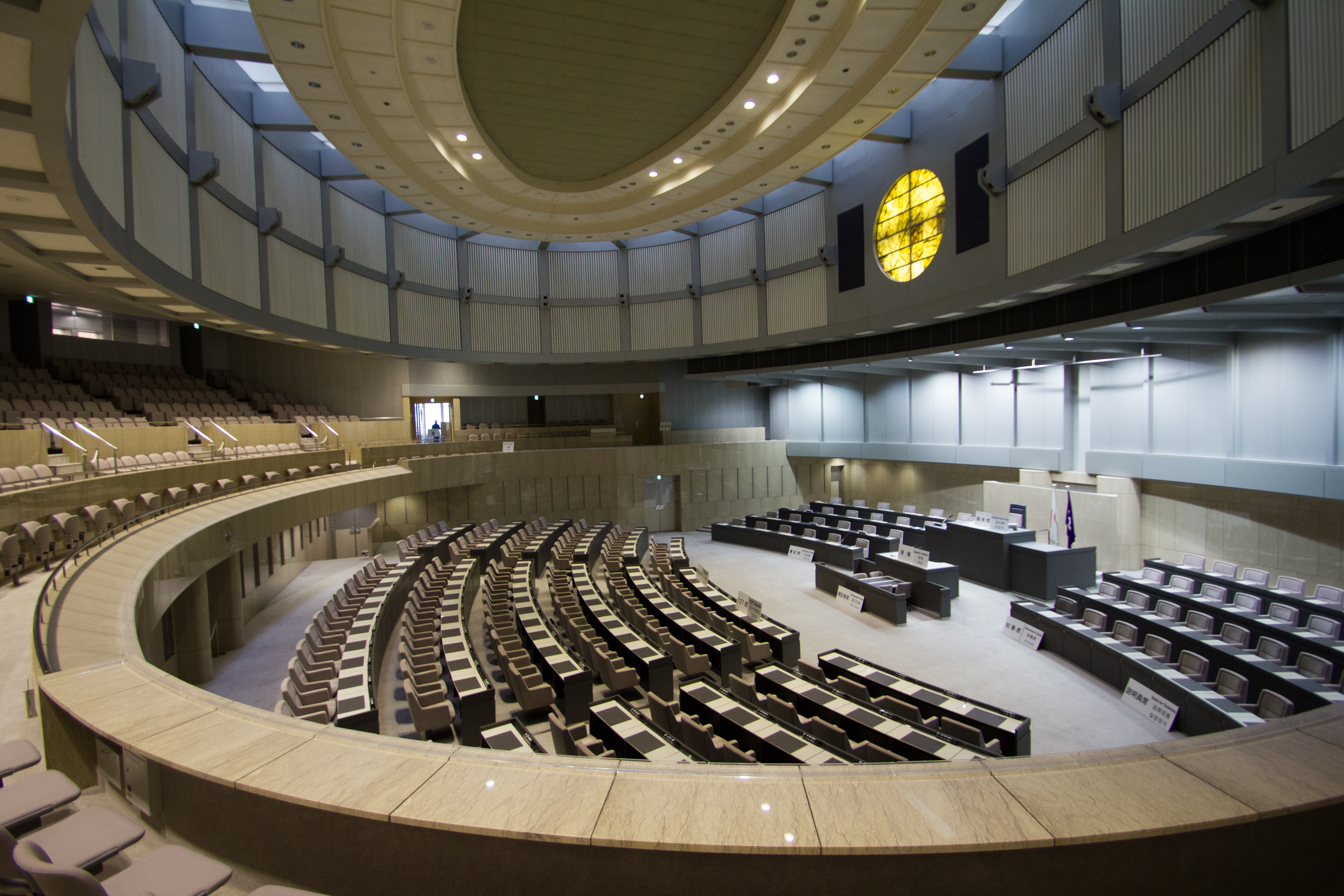
قاعة المجلس.

اعتبارًا من 12 يوليو 2024، يتكون المجلس على النحو التالي: 
| تكوين مجلس العاصمة طوكيو                                                                                      | تكوين مجلس العاصمة طوكيو |
| المجموعات البرلمانية وأغلبية أعضاء الحزب:                                                                     | المقاعد                  |
| --- | ------------------------ |
| حزب الجمعية الحضرية لمدينة طوكيو الليبرالي الديمقراطي الحزب الديمقراطي الليبرالي                              | 30                       |
| تومين فاسوتو نو كاي توكيو توجي دان ("المجموعة الأولى لسكان مدينة طوكيو حكومة مدينة طوكيو") تومين فيرست نو كاي | 31                       |
| توجيكاي كوميتو ("جمعية العاصمة كوميتو") كوميتو                                                                | 23                       |
| مجموعة أعضاء جمعية العاصمة طوكيو التابعة للحزب الشيوعي الياباني الحزب الشيوعي                                 | 19                       |
| ريكينمينشتو ("الحزب الديمقراطي الدستوري للجمعية الحضرية") الحزب الديمقراطي الدستوري [الإنجليزية]              | 16                       |
| جمعية ترميم اليابان في جمعية طوكيو الحضرية نيبون إيشين نو كاي                                                 | 1                        |
| شبكة مواطني/مستهلكي الجمعية الحضرية ("شبكة مواطني/مستهلكي الجمعية الحضرية") شبكة طوكيو سيكاتسوشا [الإنجليزية] | 1                        |
| المستقلون | 6                        |
| المجموع | 127                      |